# Fernando Alcón Sáez
Fernando Alcón Sáez (Ávila, 24 de mayo de 1932-Madrid, 10 de octubre de 2016), casado con María José Espín, con dos hijos (Diego y Fernando), empresario e industrial abulense, político de la Transición española y amigo íntimo del presidente del Gobierno, Adolfo Suárez, desde su infancia.

## Biografía
Nacido en Ávila en 1932, cursó bachillerato en el Colegio de Nuestra Señora de Lourdes de Valladolid, estudios de Derecho en Zaragoza y de Administración de Empresas en la Escuela de Organización Industrial (EOI) de Madrid. Siguió la tradición familiar empresarial fundando a principios de los años 60 la Concesión de Pegaso (automóviles) en Ávila, marca española de autocamiones (ENASA), y de la British Leyland (ahora Rover).
Durante diez años fue Presidente de la Cámara de Comercio e Industria de Ávila (1970-1979). Asimismo, fue Presidente de la Asociación Española de Concesionarios de Pegaso y de FEDAUTO, Federación Española de Automoción.
Entró en la política de la Transición española ante la llamada de Adolfo Suárez. Lideró la lista de diputados por la provincia de Ávila del partido Unión de Centro Democrático (UCD) en las primeras elecciones democráticas libres del 15 de junio de 1977. Salió elegido diputado obteniendo gran éxito la UCD al conseguir los 3 diputados posibles de la provincia.
Posteriormente, en las elecciones generales de España de marzo de 1979, volvió a presentarse como cabeza de lista de la UCD obteniendo el mismo resultado: los 3 diputados de la provincia. Este hecho no se ha vuelto a repetir en Ávila en posteriores comicios hasta la fecha actual.
A finales de julio de 1982, tras la creación del Centro Democrático y Social (CDS) por Adolfo Suárez, pasó a formar parte de este nuevo partido. Pocos meses después de las elecciones de junio de 1986, fue nombrado Secretario Nacional de Organización de CDS, desempeñando su cargo hasta 1990.
Fue senador del CDS por Ávila en las elecciones de octubre de 1989.
En 1991 abandonó la política, volviendo a sus actividades empresariales.
Siempre mantuvo su estrecha amistad personal con Adolfo Suárez, hasta el final de los días del presidente.